# Europsko prvenstvo u rukometu – Španjolska 1996.
Europsko prvenstvo za rukometaše 1996. održavalo se od 24. svibnja do 2. lipnja 1996. u Španjolskoj. Sve utakmice su odigrane u Ciudadu Realu i Sevilli.

## Ždrijeb natjecateljskih skupina
Natjecatelji će igrati u četiri skupine.
| Skupina A      | Skupina B  |
| -------------- | ---------- |
| Rusija         | Švedska    |
| SR Jugoslavija | Španjolska |
| Hrvatska       | Francuska  |
| Mađarska       | Rumunjska  |
| Njemačka       | Češka      |
| Slovenija      | Danska     |

### Skupina A
| Mj. | Momčad      | Uta. | Golovi  | Bod. |
| --- | ----------- | ---- | ------- | ---- |
| 1   | Rusija      | 5    | 125:98  | 9    |
| 2   | Jugoslavija | 5    | 117:110 | 9    |
| 3   | Hrvatska    | 5    | 127:125 | 6    |
| 4   | Njemačka    | 5    | 110:111 | 3    |
| 5   | Mađarska    | 5    | 117:130 | 3    |
| 6   | Slovenija   | 5    | 93:115  | 0    |

| 24. svibnja 1996. |         |             |
| Hrvatska          | 30 : 27 | Mađarska    |
| Jugoslavija       | 23 : 22 | Njemačka    |
| Rusija            | 22 : 18 | Slovenija   |
| 25. svibnja 1996. |         |             |
| Njemačka          | 21 : 26 | Hrvatska    |
| Slovenija         | 20 : 21 | Jugoslavija |
| Rusija            | 20: 20' | Jugoslavija |
| 26. svibnja 1996. |         |             |
| Mađarska          | 24 : 24 | \| Njemačka |
| Hrvatska          | 26 : 22 | Slovenija   |
| Rusija            | 20 : 20 | Jugoslavija |
| 28. svibnja 1996. |         |             |
| Jugoslavija       | 27 : 24 | Hrvatska    |
| Rusija            | 22 : 18 | Njemačka    |
| Slovenija         | 17 : 21 | Mađarska    |
| 29. svibnja 1996. |         |             |
| Jugoslavija       | 26 : 24 | Mađarska    |
| Njemačka          | 25 : 16 | Slovenija   |
| Hrvatska          | 21 : 28 | Rusija      |

### Skupina B
| Mj. | Momčad     | Uta. | Golovi  | Bod. |
| --- | ---------- | ---- | ------- | ---- |
| 1   | Španjolska | 5    | 124:116 | '8   |
| 2   | Švedska    | 5    | 124:106 | 8    |
| 3   | Češka      | 5    | 129:125 | 6    |
| 4   | Francuska  | 5    | 130:120 | 6    |
| 5   | Rumunjska  | 5    | 117:134 | 2    |
| 6   | Danska     | 5    | 108:131 | 0    |

| 24. svibnja 1996. |         |            |
| Češka             | 32 : 25 | Rumunjska  |
| Švedska           | 23 : 24 | Španjolska |
| Danska            | 22 : 25 | Francuska  |
| 25. svibnja 1996. |         |            |
| Španjolska        | 28 : 22 | Danska     |
| Francuska         | 29 : 31 | Češka      |
| Rumunjska         | 24 : 28 | Švedska    |
| 26. svibnja 1996. |         |            |
| Češka             | 21 : 25 | Španjolska |
| Švedska           | 23 : 21 | Danska     |
| Rumunjska         | 20 : 27 | Francuska  |
| 28. svibnja 1996. |         |            |
| Danska            | 22 : 28 | Češka      |
| Španjolska        | 26 : 21 | Rumunjska  |
| Švedska           | 26 : 20 | Francuska  |
| 29. svibnja 1996. |         |            |
| Danska            | 21 : 27 | Rumunjska  |
| Francuska         | 29 : 21 | Španjolska |
| Češka             | 38 : 18 | Švedska    |

## Završnica

### Za 11. mjesto
| 31. svibnja 1996. |         |        |
| Slovenija         | 27 : 24 | Danska |

### Za 9. mjesto
| 31. svibnja 1996. |         |           |
| Mađarska          | 27 : 28 | Rumunjska |

### Za 7. mjesto
| 31. svibnja 1996. |         |           |
| Njemačka          | 21 : 24 | Francuska |

### Za 5. mjesto
| 31. svibnja 1996. |         |       |
| Hrvatska          | 27 : 25 | Češka |

### Polufinale
| 31. svibnja 1996. |         |             |
| Rusija            | 24 : 21 | Švedska     |
| Španjolska        | 27 : 23 | Jugoslavija |

### Za 3. mjesto
| 2. lipnja 1996. |         |         |
| Jugoslavija     | 26 : 25 | Švedska |

### Finale
| 2. lipnja 2002. |         |            |
| Rusija          | 23 : 22 | Španjolska |

## Sastav zlatne reprezentacije Rusije
Andrej Lavrov, Pavel Sukosjan, Igor Lavrov, Stanislav Kuličenko, Oleg Kulešov, Denis Krivošljikov, Lev Voronin, Valerij Gopin, Vasilij Kudinov, Dimitrij Torgovanov, Vjačeslav Atavin, Oleg Grebnjev, Oleg Kiseljev, Sergej Pogorelov, Dimitrij Filipov.
Izbornik: Vladimir Maksimov